# Disney Tsum Tsum
 (mai 2018).
Le contenu est difficilement compréhensible vu les erreurs de traduction, qui sont peut-être dues à l'utilisation d'un logiciel de traduction automatique.
Disney Tsum Tsum est le nom d'une gamme de jouets en peluche à collectionner basée sur les personnages Disney (y compris les personnages des licences Pixar, Marvel et Star Wars) lancée au Japon. Le nom est dérivé du verbe Japonais tsumu signifiant « empiler », parce que les jouets sont en forme de rectangles et conçus pour être empilés les uns sur les autres, formant une pyramide. Il y a aussi des versions vinyles fabriquées par Jakks Pacific.
Disney Tsum Tsum est le nom d'un jeu vidéo sur borne d'arcade édité par Konami. Les jouets en peluche ont été tout d'abord vendus au Japon en 2013 comme récompenses de ces bornes d'arcades.
Disney Tsum Tsum est le nom d'un jeu vidéo mobile sur téléphone Android et iPhone publié par Line Corporation. Les fonctions d'envoi de cœur et de pièces et de comparaison de scores hebdomadaires entre joueurs nécessitent un compte sur le réseau social Line. Ce jeu est décliné en plusieurs versions :
- une version japonaise qui vérifie que le joueur se connecte bien à partir du Japon.
- une version internationale sans limitation géographique.
- une version chinoise va bientôt sortir, qui permet de jouer sans le réseau social Line qui est interdit en Chine.

Disney Tsum Tsum Festival est un jeu vidéo sorti le 8 novembre 2019 sur Nintendo Switch distribué par Bandai Namco Entertainment.

## Aspect
Les jouets Tsum Tsum sont généralement faits de feutre, des microbilles utilisées comme remplissage mais des modèles en plastique dur peuvent également être trouvés. Ils sont de forme ovoïde avec plusieurs tailles. Initialement, les jouets ont été vendus en 2013 dans trois tailles différentes :
- « mini » de 3,5 pouces (8,89 cm),
- « moyen » de 11 pouces (27,94 cm),
- « grand » de 17 pouces (43,18 cm).

Plusieurs tailles ont été lancées depuis, portant le nombre à 6 dimensions :
- En juin 2014, une nouvelle taille dénommée « méga » de 21,5 pouces (54,61 cm) a été lancée pour le marché Japonais.
- En octobre 2015, Disney a annoncé une taille intermédiaire nommée « petite » de 7,5 pouces (19,05 cm).
- En novembre 2015, lors de D23 Expo japonaise, une nouvelle taille « micro » 2 pouces (5,08 cm) a été présentée.

## Personnages
Disney propose des centaines de personnages dans la gamme Tsum Tsum, aussi bien des personnages classiques comme Mickey et Minnie Mouse, Donald Duck, Daisy Duck, Pluto et Dingo, que personnages secondaires comme Bambi, Pinocchio, ceux issus de La Belle et le Clochard (1955) comme Belle, Clochard, Jock, Fidèle, Peg, Si et Am (les chats siamois) et plusieurs autres.
Des personnages plus récents sont également proposés, comme ceux de Lilo et Stitch, Winnie l'Ourson, Toy Story, Monstres et Cie, Les Nouveaux Héros, Les Aristochats, Phinéas et Ferb, Star Wars, et Cars.
Disney a également vendu des personnages thématisés pour les fêtes ou des événements spéciaux,,,,.
Il y a plus de 3 000 Tsum Tsum au total et il existe également une série d'animation.

## Peluches Personnages
| Personnage        | Univers                            |  |  |
| ----------------- | ---------------------------------- |  |  |
| Aladdin           | Aladdin                            |  |  |
| Alice             | Alice au pays des merveilles       |  |  |
| Ariel             | La Petite Sirène                   |  |  |
| Arlo              | Le Voyage d'Arlo                   |  |  |
| Bambi             | Bambi                              |  |  |
| Belle             | La Belle et la Bête                |  |  |
| Bernard           | Les Aventures de Bernard et Bianca |  |  |
| La Bête           | La Belle et la Bête                |  |  |
| Bianca            | Les Aventures de Bernard et Bianca |  |  |
| Blanche-Neige     | Blanche-Neige et les Sept Nains    |  |  |
| Capitaine Crochet | Peter Pan                          |  |  |
| Cendrillon        | Cendrillon                         |  |  |

## Jeux mobiles
Le 1er juillet 2014, Disney annonce l'adaptation anglophone du jeu japonais Tsum Tsum développé pour Disney Japan ainsi que la sortie des jouets associés dans les Disney Store aux États-Unis,, et à Disneyland Paris le mois suivant. En même temps, Disney sort Tsum Tsum en Corée du sud, et propose des icônes à utiliser sur les logiciels de messagerie instantanée. En 2014, 1,8 million de Tsum Tsum ont été vendus. Le 3 juillet 2017, le jeu a été téléchargé 70 millions de fois et a généré plus d'un milliard d'USD de recettes pour Disney,

### Disney Tsum Tsum
Disney Tsum Tsum (mais nommé LINE: Disney Tsum Tsum sur l'App Store et le Google Play Store) est un jeu de puzzle mobile en free-to-play pour iOS et Android développé et publié par Line Corporation. Le jeu se concentre sur les personnages Disney, Pixar et Star Wars ayant l'aspect des jouets Tsum Tsum. Le jeu est possède deux versions qui diffèrent par leur contenu; la version Japonaise d'origine et une version internationale. Les deux versions sont régulièrement mis à jour séparément l'une de l'autre. Le jeu nécessite une connexion à Internet pour jouer.

#### Système de jeu
Le jeu se base sur une histoire très simple : dans un Disney Store, durant la nuit, des jouets Disney Tsum Tsum sont tombés du rayon et ont besoin d'être remis sur les étagères avant l'ouverture du magasin. Les joueurs doivent faire glisser leur doigt sur leur téléphone à écran tactile pour connecter au moins trois Tsums afin de les faire disparaître de la surface de jeu. Leur but est d'en faire disparaître le plus possible avant que le temps s'épuise. Quand ils sont effacés, les joueurs marquent des points, mais d'autres personnages tombent depuis le haut de l'écran, créant une rotation. Le joueur peut marquer plus de points (et aussi avoir des pièces de monnaie pour acheter de nouveaux Tsum Tsum) s'il connecte plus de quatre personnages à la fois. Le fait d'effacer 7 Tsum Tsum en même temps (ou 6, si un bonus est activé) permet de créer une bulle magique (une «bombe» dans la version Japonaise) qui efface immédiatement tous les tsums environnants. Une jauge nommée « Compteur Fièvre » se remplit lors de l'effacement des tsums et, lorsqu'elle est complète, la barre remplie déclenche le  « Mode Fièvre » d'une dizaine de secondes et ajoute cinq secondes à la minuterie principale.
Le joueur choisit en début de partie un tsum (le MyTsums) qui, lorsqu'on efface ce type de Tsum. remplit une jauge permettant d'utiliser la capacité spéciale de ce tsum. Chaque personnage a un pouvoir différent.
Les joueurs ont aussi un jeu de bingo, des cartes qui offrent des prix lorsque certaines missions sont terminées. Remplir une ligne, une colonne ou une ligne diagonale de missions optionnelles pour le bingo offre aux joueurs divers des prix mineurs (sans avoir à dépenser de l'argent) ou des Tsums spéciaux qui ne peut pas être obtenu par des moyens réguliers, comme Oswald le lapin chanceux ou les Aliens de Toy Story. En plus des cartes de bingo, il y a également des événements limités dans le temps dont le but est de compléter un ensemble de missions pour gagner des prix, généralement lors de célébrations.
Jouer une partie de Disney Tsum Tsum coûte un « cœur » (une vie). Les cœurs peuvent être obtenus en...
- attendant quinze minutes de recharge (il y a cinq cœurs au total),
- complétant les bingos ou des missions,
- dépensant des « Rubis » (le jeu de la monnaie premium qui peut être achetés par l'intermédiaire de micro-transactions ou acquis en montant de niveau, ou en remplissant des bingos),
- envoyant un cœur pour Line et Facebook de la part d'amis qui sont connectés sur le jeu. Les joueurs peuvent envoyer un nouveau cœur à chaque ami toutes les heures. L'envoi de cœur ne coûte rien aux joueurs. Revendiquer un cœur à moins d'une heure après qu'il a été envoyé décernera également aux joueurs 200 pièces.

### Marvel Tsum Tsum
Marvel Tsum Tsum est un jeu gratuit mobile, un jeu de puzzle pour iOS et Android développé par XFLAG et publié par mixi. Le jeu se concentre sur les personnages Marvel version Tsum Tsum. Le jeu a été publié dans le monde entier le 31 août 2016 et a été fermé le 31 octobre 2017.